# Vernaya fulva
Vernaya fulva е вид бозайник от семейство Мишкови (Muridae).

## Разпространение
Видът е разпространен в Китай и Мианмар.